# Низоземска књижевност у златном веку
Низоземска књижевност у златном веку развила се пре свега на подручју данашње провинције Холандија у Низоземској, у 17. веку. Битни и утицајни центри моћи били су градови Амстердам, Харлем, Хаг и Лејден из којих се ширио целокупан културни утицај, који је допринео процвату низоземске књижевности.

## Историја
Златни век на подручју Низоземља обухвата 17. век. Придев „златни“ означава просперитет културе и друштва који је захватио Северно Низоземље, одн. данашњу Холандију у том периоду. Догађаји који су обележили почетак Златног века су Осамдесетогодишњи рат (1568–1648)) која представља устанак  против наметнуте шпанске власти. Овај рат, како му и само име каже, трајао је пуних 80 година и окончан је Минстерским миром 1648. године. Шпанија тада признаје суверенитет Северним провинцијама које се уједињују и постају једна целина под називом Република Уједињених Низоземских провинција. Југ Низоземља не успева да се ослободи од шпанске власти и тако остаје под шпанском управом све до 1713. године. За ширење низоземског културног утицаја важно је оснивање Источно-индијске компаније, која је имала монопол над областима источно од Рта добре наде, и Западно-индијске компаније, која је управљала трговином са земљама западно од Рта добре наде. Почетком 17. века, Индонезију, најпознтију и највећу холандску колонију, колонизује Источно-индијска компанија. Западно-индијска компанија 1634. преотима Холандске антиле од Шпаније. У замену за Нови Амстердам (данашњи Њујорк, који је првобитно био под управом холанске власти), 1667. Холанђани од Енглеза добијају Суринам. На Холандским антилима и у Суринаму се холандски језик задржао у управи и школству, док се у Индонезији задржао у неким законским актима и правној терминологији.

## Књижевност
Многи књижевници и високо образовани људи који потичу са Југа Низоземља, услед немогућности да напредују под строгом шпанском влашћу, одлучују се да пребегну на развијенији Север, у Републику уједињених провинција. Емиграција образованог становништва за Југ представља „одлив мозгова“. Међу значајне брабантске досељенике спадају: 
- Јост фан ден Вондел (пореклом из Антверпена, који се сматра „кнезом низоземске књижевности“)
- Гомарус (пореклом из Брижа, који је био радикални калвиниста)
- Ливен де Кеј (пореклом из Хента, био је гратитељ у Харлему)
- Данијел Хеинсијус (води порекло такође из Хента као и његов сународник Ливен де Кеј; радио је као филолог на универзитету у Лејдену)
- Вилем Уселник (пореклом из Антверпена, идејни је творац Западно-индијске компаније)
- Симон Стевин (учитељ из Брижа, који је био учитељ на краљевском двору и предавао оранском принцу Маурицу од Насауа).

За почетак низоземске књижевности битно је и штампање првог званичног превода Библије (Статенверталинг) са грчког и хебрејског, уместо са латинског језика, како је то до тада био обичај. Превод Библије изашао је у Лејдену, 1637. године. Пословице и изреке садржане у овом делу дословно су превођене, тако да су оне трајно обогатиле књижевни језик. С обзиром на то да у овом периоду није постојао званични и један књижевни језик, којим би се говорило на свим подручјима на којима је у употреби низоземски, одн. његове варијанте или дијалекти, превод је резултат мешања различитих дијалеката, како би био разумљив што ширем кругу читалаца.

### Амблематика
Амблеми представљају посебну врсту књижевног текста који је праћен сликом коју обајшњава. Амблематика у низоземској књижевности преузета је из Европске културе, тачније из Италије, где се у 16. веку овај стил првобитно и појавио. Састоји се из три дела: инскриптио (наслов), пиктура (слика) и субскриптио (пропратни текст). Љубавна амблематика (лифдесамблематик), као врста амблематике, сматра се изворно низозеском. Аутори који су писали амблеме су: 
- Питер Корнелисзон Хофт (1581–1647)) -„Љубавни амблеми“, 1611.
- Румер Визер (1547–1620)) - „Слике са Текстом“, 1614.
- Ана Визер (1584–1651)) и Марија Теселсхаде Визер (1594-1648)
- Јакоб Катс (1577–1660)) – „Амблеми врлина и љубави“, 1618. и „Огледало старог и новог времена“, 1632. Јакоб Катс је писац чија су дела доживела велику популарност управо због једноставног стила којим је писао и моралне поруке коју су његови амблеми имали. Велики број амблема које је написао ишао је у говорни језик у виду пословица. Осим амблема, значајно је и дело „Брак“ (1625) које представља својеврстан приручник о томе како издледа живот у браку и које су брачне обавезе (дело посвећено пре свега женама).[2]

### Епиграми
Епиграм (грч. епиграма – натпис) представља кратку, домишљату песму, која има за циљ да нам пренесе одређену поруку. Најпознатији писац епиграма у низоземској књижевности, који је написао преко 3000 епиграма, је Константин Хајхенс (1596–1687)). Његова најзначајнија збирка епиграма носи назив „Различци“ коју је објавио 1658. године.

### Путописи
Путопис је значајна врста књижевног дела на овом подручју, с обзиром на добро развијено низоземско морепловство и трговачке путеве са далеким крајевима. Представници овог жанра су:
- Јан Хајхен фан Линсхотен „Де Илтинерарио“ (1596) – путовање до Азорских острва
- Херит де Вер „Нова Зембла“ (1598)
- Вилем Ејсбрантсзон Бонтеку „Дневник или знаменито приповедање о путу у Индонезију“ 1646. године

## Велика петорка
Велика петорка (Де хроте фејф) је назив за петорицу најзначајнијих стваралаца у златном веку, који су извршили пресудан утицај на низоземску културу и књижевност. Осим што су били признати књижевници, себе су сматрали пре свега васпитачима друштва. Залагали су се за хуманистичке и хришћанске идеале и наглашавали универзалне вредности. У ову групу спадају следећи аутори:
1. Јост фан ден Вондел (1587–1679))
2. Контантен Хајхенс (1596–1687))
3. Питер Корнелисзон Хофт (1581–1647))
4. Хербрант Адријансзон Бредеро (1585–1618))
5. Јакоб Катс (1577–1660))

## Књижевност у Јужном Низоземљу
Књижевност у Јужном Низоземљу стагнирала је у 17. веку. Најпознатији писац са Југа је Михил де Сван (1654–1707)) који је био и лекар, песник, драматичар и заштитник реторичке коморе Красуљак. Такође значајни су и песник Јустус де Хардувејн (1582–1641)) и сатиричар Ришар Ферстехен (1550–1640))